# Genderkompetenz
Genderkompetenz ist als berufliche Schlüsselqualifikation die Fähigkeit, relevante Geschlechteraspekte zu erkennen und gleichstellungsorientiert zu bearbeiten. Genderkompetenz ist Voraussetzung für erfolgreiches Gender-Mainstreaming und bezieht sich auf folgende Bereiche:
- Kenntnis und Verständnis der Geschlechterrollen und Geschlechterverhältnisse und Einsicht in deren Veränderbarkeit
- Kenntnis von Fakten und Zahlen zur Situation von Frauen und Männern sowie der Ansätze der Frauen- und Männerbewegung
- Sensibilität für Diskriminierungsstrukturen
- Kenntnisse der Strategien zur Umsetzung von Gender-Mainstreaming
- Fähigkeit der Berücksichtigung und Umsetzung gendersensibler und gendergerechter Ansätze
- Auseinandersetzung mit Kompetenzen und Potentialen in Zusammenhang mit geschlechtsspezifischer Sozialisation
- Sensibilisierung von Führungskräften

Genderkompetenz lässt sich nach Angelika Blickhäuser und Henning von Bargen (2007) in drei verschiedene Kompetenzfelder unterteilen:
1. Fachkompetenz, um genderbezogenes Wissen in einer Organisation anzuwenden
2. Methodenkompetenz, um komplexes, genderbezogenes Wissen und Methoden zu erfassen
3. Sozialkompetenz, um ein produktives und positives Arbeitsumfeld zu gewährleisten, auch wenn eine große Geschlechtervielfalt besteht